# أزرق المنقار أحمر الرأس
أزرق المنقار أحمر الرأس هو نوع شائع من الطيور شمعية المنقار يوجد في إفريقيا جنوب الصحراء.